# Ngựa Messara
Ngựa Messara (còn được gọi với cái tên ngựa Cretan) là một giống ngựa hạng nhẹ và ngựa kéo được tìm thấy trên đảo Crete ngoài khơi Hy Lạp.

## Lịch sử
Ngựa Messara kiểu núi bản địa đã ở trên đảo Crete ít nhất 1000 năm. Cái tên của giống ngựa này đến từ Đồng bằng Messara, nơi chúng thường được tìm thấy. Ngựa Cretan được phát triển bằng cách lai các giống ngựa bản địa và Ngựa Ả Rập được nhập khẩu trong thời kỳ chiếm đóng của Ottoman vào thế kỷ 17. Giống ngựa này hiện nay là một giống hiếm với số lượngc á thể chỉ còn khoảng 100. Từ năm 1994, có một cuốn sách về giống và một chương trình bảo tồn đã được bắt đầu.

## Đặc điểm
Các màu lông chính được tìm thấy của giống ngựa Messara là màu "hồng" của ngựa, nâu (một biến thể của màu hồng ngựa), đen và xám. Chúng thường có số đo nằm trong khoảng giữa 12,2 và 14 hand (50 và 56 inch, 127 và 142 cm). Giống ngựa này còn giữ lại một số đặc điểm của tổ tiên là giống ngựa Ả Rập của chúng. Hầu hết ngựa con Messara có dáng đi tự nhiên rất dễ dàng và phù hợp, thoải mái cho con người khi cưỡi chúng. Chúng rất giỏi đi lại trên mặt đất đá và bề mặt không bằng phẳng.

## Sử dụng
Ngựa Messara được sử dụng cho công việc trang trại nhẹ và để vận chuyển nhưng thường được sử dụng phổ biến hơn nhằm các mục đích để cưỡi và đua. Các con ngựa thường được lai với những con lừa cái để tạo ra những con lừa la.